# Julita
Julita – imię żeńskie pochodzenia łacińskiego, pierwotnie stanowiące zdrobnienie imienia Julia. Julita jest odpowiednikiem zagranicznych imion Julitta, Julietta oraz Juliette.

## Julitaimieninyobchodzi
- 16 czerwca
- 30 lipca[1]

## Znane osoby o imieniu Julita

### Święte Kościoła katolickiego
- św. Julita z Cezarei – męczenniczka z III w. (wspomnienie 30 lipca)[1]
- św. Julita z Tarsu – męczenniczka z III w. (wspomnienie 16 czerwca)

### Inne osoby
- Julita Kusy – polska piosenkarka i autorka tekstów
- Julita Emanuiłow – polska realizatorka dźwięku
- Julita Fabiszewska – (ps. Jula) polska piosenkarka
- Julita Karkowska – polska dziennikarka
- Julita Kożuszek-Borsuk – polska aktorka
- Julita Macur – polska zawodniczka uprawiająca strzelectwo
- Julita Sokołowska – polska skrzypaczka
- Julita Grace Tueje – indonezyjska brydżystka
- Julita Wójcik – polska artystka współczesna
- Julita Wasilczuk – polska ekonomistka
- Julita Jabłecka-Prysłopska – polska naukowiec

## Osoby o imieniu Juliette
- Juliette Lewis – amerykańska aktorka
- Juliette Gréco – francuska aktorka i piosenkarka
- Juliette Binoche – francuska aktorka
- Juliette Drouet – francuska aktorka
- Juliette Adam – francuska pisarka
- Juliette Atkinson – amerykańska tenisistka
- Juliette Ah-Wan – seszelska badmintonistka
- Juliette Récamier – francuska gospodyni